# Radar- und Feuerleitstelle Nideggen

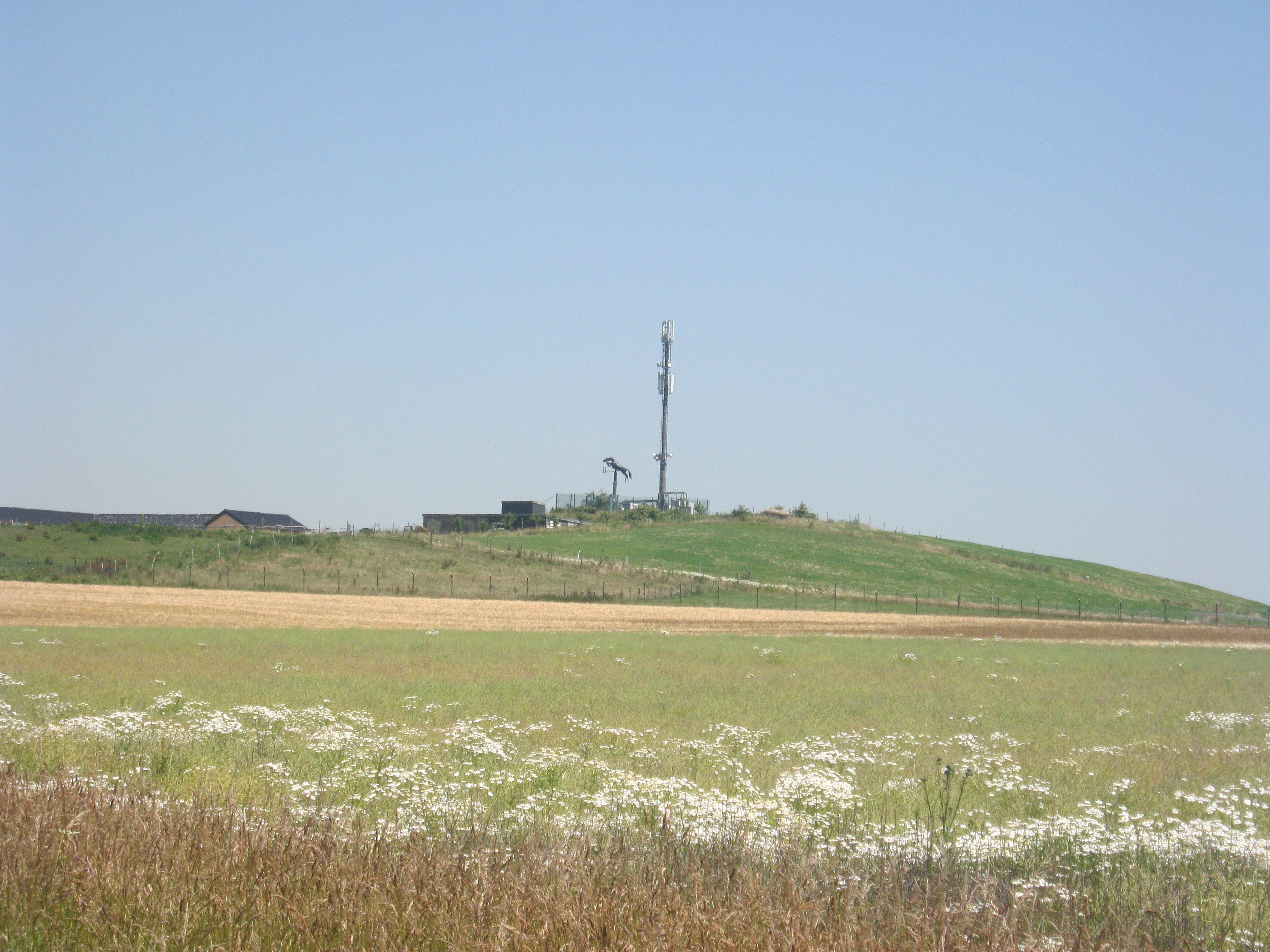
Radar- und Feuerleitstelle Nideggen 2

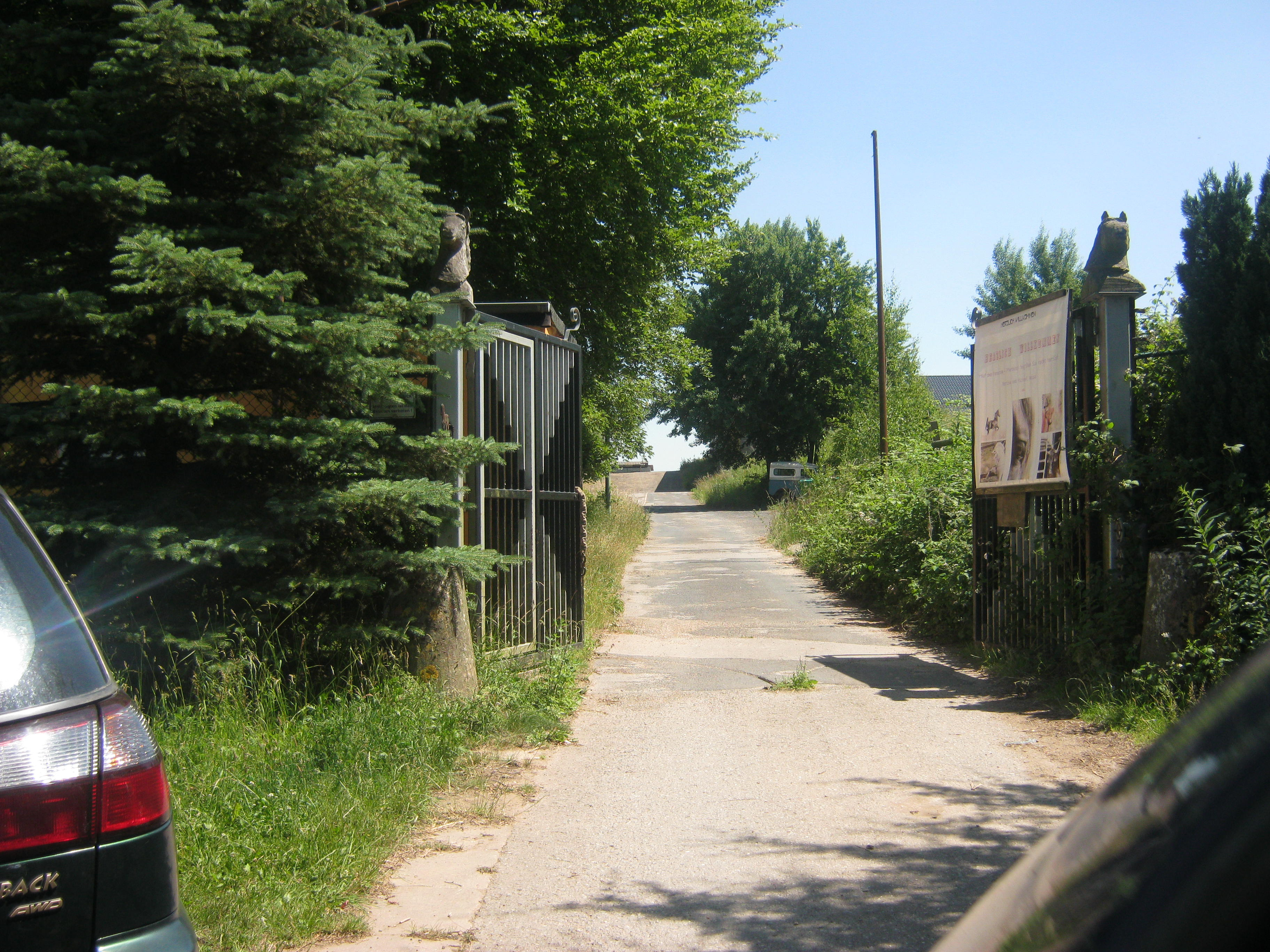
Radar- und Feuerleitstelle Nideggen 3

Radar- und Feuerleitstelle Nideggen lag zwischen Nideggen und Berg an der Landesstraße 11 auf dem Berg Hürth.
Bereits Cäsar errichtete auf dem nahen Berg Hürth – 335 Meter hoch gelegen – ein Kastell gegen die immer wieder über den Rhein einfallenden Germanen. In den 1960er Jahren bauten an der gleichen Stelle die Amerikaner eine Feuerleitstelle zum Abschuss von Nike-Raketen der Raketenstation Thum. Bewacht wurde die Anlage durch belgische Soldaten.
Nach der Schließung der Station in den 1990er Jahren wurden dort kurzzeitig Asylbewerber der Stadt Nideggen untergebracht. Der damalige Bürgermeister Willi Hönscheid ließ nach Auflösung der Unterkunft 1996 eine Erd- und Bauschuttdeponie einrichten, die jedoch von der Bezirksregierung Köln als illegal untersagt wurde.
Heute wird das Gelände landwirtschaftlich als Trakehner-Gestüt genutzt.